# 街が泣いてた
「街が泣いてた」（まちがないてた）は、伊丹哲也 & Side By Sideのデビューシングル。1980年11月28日にキャニオン・レコード / AARD-VARKから発売された。

## 解説
1980年の『第19回ヤマハポピュラーソングコンテスト』と『第11回世界歌謡祭』グランプリ受賞作品。

## 収録曲
| 全作詞・作曲: 伊丹哲也。 |                     |           |            |              |      |
| #                        | タイトル            | 作詞      | 作曲・編曲 | 編曲         | 時間 |
| 1.                       | 「街が泣いてた」    | 伊丹哲也  | 伊丹哲也   |              | 3:53 |
| 2.                       | 「WAW SAY TONIGHT」 | 伊丹哲也  | 伊丹哲也   | Side By Side | 4:13 |
| 合計時間:                | 合計時間:           | 合計時間: | 8:06       |              |      |

## 収録アルバム

### 伊丹哲也 & Side By Side
| 曲名            | 収録アルバム      | 発売日       | 規格品番  | 備考 |
| --------------- | ----------------- | ------------ | --------- | ---- |
| 街が泣いてた    | 『TETSUYA ITAMI』 | 1981年9月5日 | C28A-0175 |      |
| WAW SAY TONIGHT | 『TETSUYA ITAMI』 | 1981年9月5日 | C28A-0175 |      |

### コンピレーションアルバム
| 曲名         | 収録アルバム                                                          | 発売日         | 規格品番     | 発売元                                          |
| ------------ | --------------------------------------------------------------------- | -------------- | ------------ | ----------------------------------------------- |
| 街が泣いてた | 『回奏録ヤマハ年代別コレクション 4』                                  | 1996年5月17日  | PCCA-00932   | ポニーキャニオン / AARD-VARK                    |
| 街が泣いてた | 『PCヒッツ Great-Canyon 1978〜1981ベスト・セレクション』              | 1999年3月17日  | PCCA-01310   | ポニーキャニオン                                |
| 街が泣いてた | 『ぽ 1980〜80年代永久保存盤ベスト30〜』                               | 1999年7月23日  | PCCA-01354   | ポニーキャニオン                                |
| 街が泣いてた | 『ON AIR オールナイトニッポン パーソナリティーズヒッツ』              | 2002年12月4日  | PCCA-01797   | ポニーキャニオン                                |
| 街が泣いてた | 『ヤマハメモリアルヒッツコレクション 年々彩々〜my song・your song〜』 | 2002年12月11日 | YCCU-00014   | ヤマハミュージックコミュニケーションズ          |
| 街が泣いてた | 『ポプコン・バンド・コンピレーション』                                | 2003年3月26日  | KICS-2420    | キングレコード                                  |
| 街が泣いてた | 『フォーク歌年鑑1980Vol.1-フォーク&ニューミュージック大全集⑱-』       | 2006年9月20日  | MHCL-926     | Sony Music Direct / CS RECORD                   |
| 街が泣いてた | 『POPCON シングルコレクション 80's』                                  | 2005年3月23日  | YCCU-10005   | ヤマハミュージックコミュニケーションズ          |
| 街が泣いてた | 『音盤社史1 ポニーキャニオン40周年・わたしのパパと同い歳』            | 2006年10月1日  | PCCA-02335   | ポニーキャニオン                                |
| 街が泣いてた | 『グループ・コレクション』                                            | 2006年12月21日 | KICS-2500    | キングレコード                                  |
| 街が泣いてた | 『LIVE!!POPCON HISTORY V』                                            | 2007年12月12日 | YCCU-10021   | ヤマハミュージックコミュニケーションズ          |
| 街が泣いてた | 『POPCON Remastered BEST 〜高音質で聴くポプコン名曲集〜』             | 2009年8月26日  | YCCU-10027   | ヤマハミュージックコミュニケーションズ          |
| 街が泣いてた | 『R40'S 本命バラッド』                                                | 2010年12月15日 | TKCA-73609   | 徳間ジャパンコミュニケーションズ / JAPAN RECORD |
| 街が泣いてた | 『青春のフォーク&ポップス 70's』                                      | 2012年1月11日  | CRCP-20475/6 | 日本クラウン                                    |